# Valldigna
La Valldigna és una vall i comarca natural i històrica del País Valencià que actualment es troba integrada administrativament en la comarca de la Safor. Ensems, els pobles de la vall sumen 23.456 habitants (INE 2017). Actualment, existeix una mancomunitat del mateix nom, la Mancomunitat de la Valldigna, de la qual formen part els municipis de Barx, Benifairó i Simat; Tavernes va anunciar al 2017 que abandonaria la Mancomunitat. La capital tradicional i actual de la comarca és Simat de la Valldigna, encara que Tavernes, amb 17.336 habitants (INE 2017) és el major municipi de la vall.

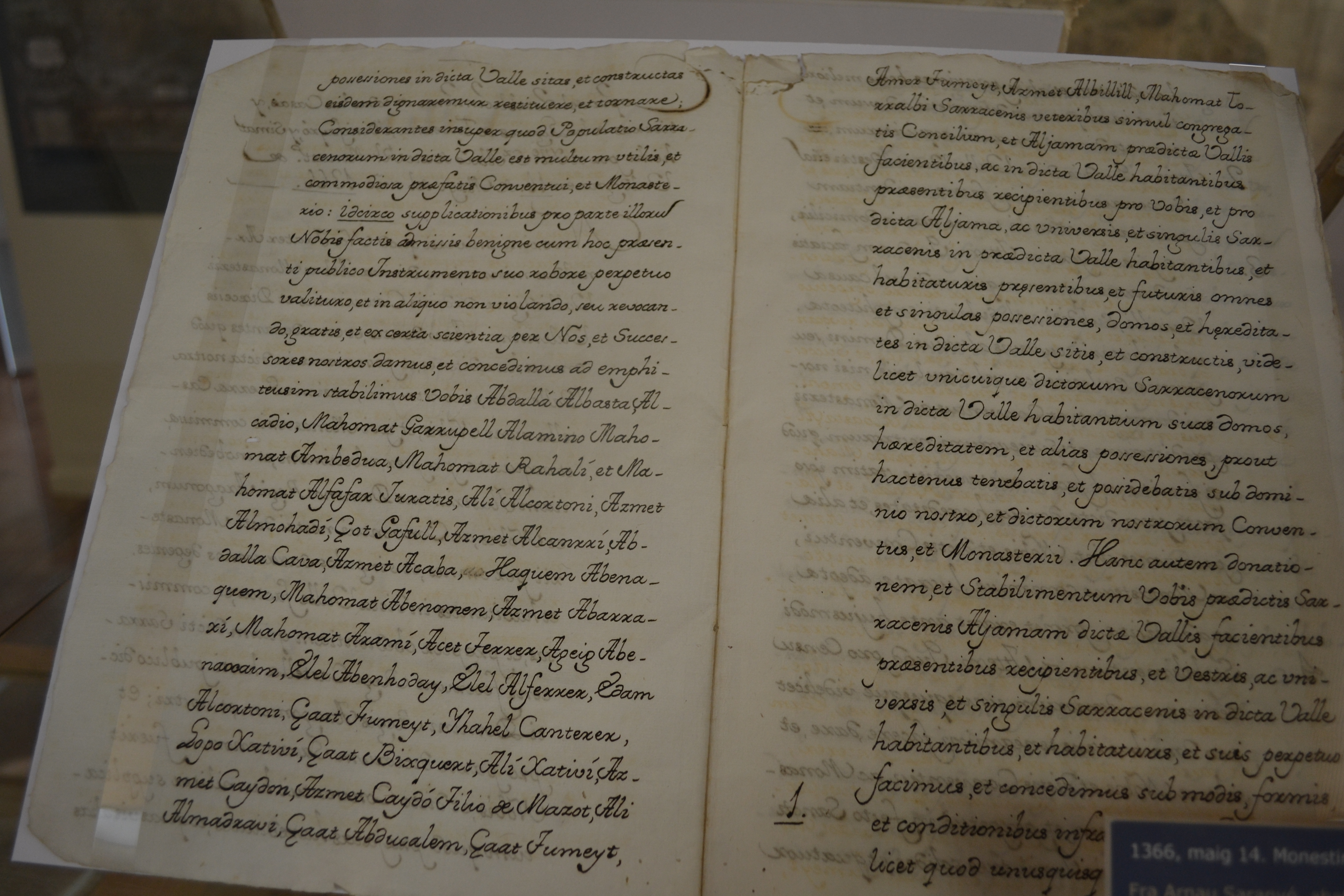
Carta pobla als musulmans de la vall de Valldigna (1366)

| |          |          |          |
| \| Municipi \| Població \| Extensió \| Densitat \| \| ------------------------- \| -------- \| -------- \| -------- \| \| Barx \| 1.227 \| 16,10 \| 76,2 \| \| Benifairó de la Valldigna \| 1.596 \| 20,20 \| 79,0 \| \| Simat de la Valldigna \| 3.297 \| 38,50 \| 85,6 \| \| Tavernes de la Valldigna \| 17.336 \| 49,20 \| 352,4 \| \| Total \| 23.456 \| 124,00 \| 189,2 \| |          |          |          |
| Municipi | Població | Extensió | Densitat |
| Barx | 1.227    | 16,10    | 76,2     |
| Benifairó de la Valldigna | 1.596    | 20,20    | 79,0     |
| Simat de la Valldigna | 3.297    | 38,50    | 85,6     |
| Tavernes de la Valldigna | 17.336   | 49,20    | 352,4    |
| Total | 23.456   | 124,00   | 189,2    |

## Toponímia

### Vall d'Alfàndec
La Vall d'Alfàndec (en la documentació antiga, escrit Alfàndech) fou la denominació que rebia l'actual Valldigna al llarg de l'edat mitjana, tant en l'època andalusina com en la baixmedieval. Constava de diversos pobles, com ara l'Alcudiola d'Alfàndec, Ràfol, Massalalí, l'Ombria, Gebalcobra (l'actual Tavernes), Simat, la Xara, Benifairó, Alfulell i Barx.
El nom prové del castell d'Alfàndec i significa, literalment, en àrab, 'terreny pantanós', i és que en aquella època la marjal de la Safor ocupava una gran part de la vall. Actualment, aquest topònim encara és prou usat a la Valldigna, especialment amb la grafia antiga; de fet, existeix un col·legi anomenat C.E.I.P. Alfàndech, així com un equip de futbol, de recent creació, el Vall d'Alfàndech Club de Futbol, pioner al futbol femení a la Valldigna i amb un equip de futbol sala.

### Origen del nom Valldigna
L'abans coneguda com a Vall d'Alfàndec pels andalusins va ser reanomenada, segons la llegenda, per les paraules dites pel rei Jaume el Just a l'abat del monestir de Santes Creus. La comarca apareix al mapa d'Emili Beüt Comarques naturals del Regne de València, publicat l'any 1934. En formaven part els municipis actuals de Barx, Benifairó de la Valldigna, Simat de la Valldigna, Tavernes de la Valldigna, Xeraco i Xeresa.

## Geografia

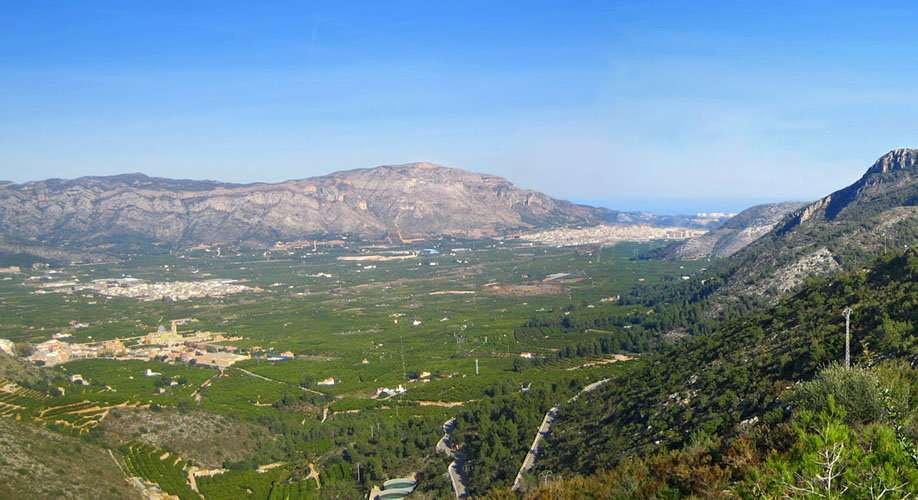
Vista panoràmica de la Valldigna, on s'observa Simat a l'esquerra, Benifairó més amunt, i Tavernes a la dreta

Tavernes és a l'entrada natural. La vall és transversal, d'una longitud aproximada de vuit quilòmetres i d'una amplitud màxima de quatre, orientada de ponent a llevant i situada al nord de la Safor. És una vall oberta i abocada a l'agricultura, específicament la taronja, i és això que li dona el seu característic color verd. El terme municipal de Tavernes està envoltat gairebé tot per muntanyes. Només la part oriental està oberta a la Mediterrània, amb una gran extensió de platges sorrenques. El riu Vaca, que naix a l'Avenc de la Donzella (terme de Barx), creua tota la Valldigna, fins a desembocar a Xeraco. El Vadell, el seu únic afluent discorre, íntegrament per la Valldigna.
Al terme de Barx, a dalt de les muntanyes, destaquen els paratges de la Drova, la Puig Mola, o la Sangonera, i al terme de Simat, els del Pla de Corrals i de les Foies, amb una sèrie de privilegiades fonts, com la de l'Om o el Cirer. Les muntanyes de les Creus, l'Ombria i el Toro són travessades per una infinitat de sendes, des de les quals es poden copsar vistes de les platges.

## Turisme
El monestir de Santa Maria de la Valldigna és el principal monument que es pot trobar a la Valldigna. La mesquita de la Xara, l'única dempeus al País Valencià, el castell de Marinyén, la torre de Guaita i la nevera de Barx són altres dels monuments històrics que hi podem veure.
Aquestos paratges han estat escenari del rodatge d'algunes pel·lícules, com el 1999 de Celos, de Vicente Aranda, o l'any 1964 de la pel·lícula Tintín i el misteri de les taronges blaves, de Philippe Condroyer.

### Monestir

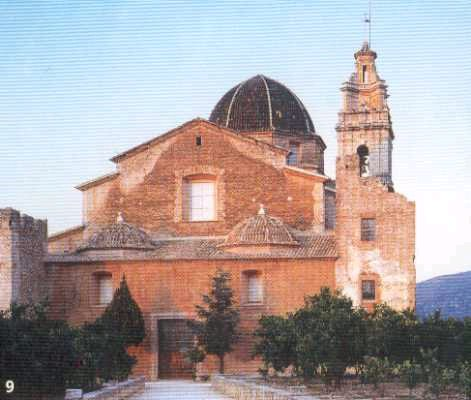
El monestir de Santa Maria de Valldigna

El monestir de Santa Maria de Valldigna, que el 1998 va celebrar el seu 700è aniversari, és un lloc emblemàtic per a la història del poble valencià. Fou un dels monestirs més importants de l'antic Regne de València, després de la conquesta i repoblació.

### La costa
La platja de Tavernes de la Valldigna és una de les millors del País Valencià, guardonada des del 1986 amb el distintiu de la Bandera Blava dels Mars Nets d'Europa. Té una llargària de sis quilòmetres.

### Senderisme
Una densa xarxa de sendes de muntanya recorre la Valldigna. Aquestes, senyalitzades quasi totes, ofereixen unes bones vistes de la Valldigna. Al desembre del 2009, la Valldigna fou seu del 33è Aplec Excursionista dels Països Catalans.

## Economia
Les darreres dècades de la Valldigna estan marcades per l'agricultura intensiva. Als anys 50, començà el boom de la taronja. A partir dels 60, s'encetà el turisme a la zona costanera, i així s'hi desenvolupà el comerç, la construcció, la banca i les petites i mitjanes empreses de béns de consum.Actualment degut al les exportacions internacionals cap a Europa, el preu del cítric ha baixat radicalment, situant en un lloc de perill a l'agricultura valenciana, la qual esta patint els efectes de la globalització.

## Festes a la Valldigna
Les festes majors de Tavernes se celebren al setembre, en honor del Santíssim Crist de la Sang i la Divina Aurora. La capital vallera també celebra al març les Falles. El segon dimecres de juliol, es realitza el Porrat del Clot de la Font, una petita fira on acudeixen els veïns de la Valldigna, i es venera el Crist de la Sang. El 10 d'agost, s'instal·la l'altre Porrat als voltants de l'ermita de Sant Llorenç, situada al Racó de Joana.
A Simat de la Valldigna, les festes majors se celebren del 4 al 7 d'agost en honor dels sants de la Pedra, la Mare de Déu de Gràcia i el Santíssim Crist de la Fe. Estos tres dies són els més grossos de les festes, encara que el dissabte anterior se celebra el ball de disfresses, de gran arrelament popular. En estos dies, s'alternen corregudes de vaquetes, processons i fires i festes de tota classe, incloent-ne la famosa cordà, que en altres temps fou de les millors de la comarca.
Tres dies abans, se celebren les festes patronals de Benifairó de la Valldigna, els dies 1, 2 i 3 d'agost, en honor del Santíssim Crist de la Providència, la Mare de Déu dels Àngels i sant Benet Màrtir (que va estar soterrat a la parròquia), i és el dia tres el més important de totes les festes. L'evolució de les festes benifaironeres és semblant a les de Simat.